# Jeanne Vandier d'Abbadie
Jeanne Marie Thérèse Vandier d'Abbadie (geboren d'Abbadie d'Arrast; Neurenberg, 26 september 1899 – Neuilly-sur-Seine, 25 april 1977) was een Franse egyptologe.

## Leven en werk
Jeanne d'Abbadie d'Arrast werd geboren in Duitsland in een oude Franse protestantse familie. Ze groeide op in Parijs in een milieu van kunstenaars en acteurs. Ze had een passie voor theater en na het behalen van haar eindexamen speelde ze kleine rollen onder directie van Louise Lara, actrice van de Comédie-Française. Ze studeerde aan de École nationale supérieure des beaux-arts en aan de École du Louvre. In het Louvre werd ze gefascineerd door de oudheid en volgde ze colleges egyptologie bij Charles Boreux (1874-1944). Ze vervolgde haar studie aan het Institut catholique de Paris, waar ze de egyptoloog Jacques Vandier ontmoette. Boreux verkreeg een stipendium voor haar waardoor ze een jaar in het Egyptisch Museum (Caïro) kon doorbrengen. Hier ontwikkelde ze haar artistieke talent verder en reproduceerde ze inscripties en afbeeldingen uit Egyptische graven en van ostraca.
Op 5 november 1931 trouwde ze met Jacques Vandier. Van 1932 tot 1936 werkte het echtpaar-Vandier in Egypte voor het Institut français d'archéologie orientale. Het Franse instituut deed sinds 1922 opgravingen in Deir el-Medina, geleid door Bernard Bruyère. De Vandiers, Jacques-Jean Clère en anderen werkten voornamelijk in de graven van de inwoners van Deir el-Medina die rond het dorp liggen. Vandier d'Abbadie kopieerde veel grafschilderingen en afbeeldingen op ostraca.
Terug in Parijs hielp Vandier d'Abbadie in 1939 haar oude leermeester Boreux, de conservator van de Egyptische oudheden in het Louvre, om de collectie te evacueren naar verschillende kastelen buiten Parijs. Alle objecten bleven gespaard in de oorlog en konden in 1946 opnieuw geïnstalleerd worden onder leiding van haar echtgenoot, die de nieuwe conservator werd. 
In 1955 raakte Jacques Vandier zwaar gehandicapt aan zijn benen door polio. Beide echtgenoten zetten echter hun werk in de egyptologie voort. Na de dood van haar echtgenoot in 1973 wijdde Vandier d'Abbadie haar tijd aan het publiceren van zijn onderzoek en aan het voltooien van hun projecten, waaronder kopieën van de Middenrijks teksten uit de tempel van Tod. Zij stierf vier jaar na haar echtgenoot en is samen met hem begraven op het Cimetière de Montmartre in de tombe van Charles Bourgeois (1759-1832).

## Publicaties (keuze)
- 1935 (met Jacques Vandier): Tombes de Deir el-Médineh. La tombe de Nefer-Abou. Mémoires de l'Institut français d'archéologie orientale, tome 69. Le Caire: Institut français d'archéologie orientale.
- 1936: "À propos d'une chauve-souris sur un ostracon du musée du Caire", Bulletin de l'Institut français d'archéologie orientale 36, 117-123.
- 1939: Deux tombes de Deir el-Médineh, vol. I: La chapelle de Khâ. Mémoires de l'Institut français d'archéologie orientale, tome 73. Le Caire: Institut français d'archéologie orientale.
- 1936-1959: Catalogue des ostraca figurés de Deir el-Medineh. Documents de fouilles de l'Institut français d'archéologie orientale, tome II (Fasc. 1, Fasc. 2, Fasc. 3, Fasc. 4). Le Caire: Institut français d'archéologie orientale.
- 1938: "Une fresque civile de Deir el-Médineh", Revue d'égyptologie 3, 27-35.
- 1939: "La decouverte d’une nouvelle tombe royale en Egypte", Beaux-Arts 328, april, 117-123.
- 1950: "Un monument inédit de Ramses VII au Musée du Louvre", Journal of Near Eastern Studies 9, 134-136.
- 1963: Nestor L’Hote (1804-1842). Choix de documents conservés à la Bibliothèque Nationale et aux archives du Musée du Louvre. Documenta et Monumenta Orientis Antiqui, Volume 11. Leiden: Brill.
- 1972: Les objets de toilette égyptiens au musée du Louvre. Paris: Édition des musées nationaux.

- Bibsys: 2043455
- Bibliothèque nationale de France: cb12702627t (data)
- Gemeinsame Normdatei: 1081773146
- International Standard Name Identifier: 0000 0000 6299 9789
- Library of Congress Control Number: n86080983
- Nationale bibliotheek van Australië: 35577539
- Nationale Bibliotheek van Israël: 987007334529305171
- Nederlandse Thesaurus van Auteursnamen: 07486405X
- Réseau des bibliothèques de Suisse occidentale: 02-A005805405
- Système universitaire de documentation: 085707937
- Trove: 1001846
- Virtual International Authority File: 14895323
- WorldCat: E39PBJxWQkBHVHDgMWcmXdhvHC